# 6 квітня
6 квітня — 96-й день року (97-й у високосні роки) в григоріанському календарі. До кінця року залишається 269 днів.

## Свята і пам'ятні дні

### Міжнародні
- ООН: Міжнародний день спорту на благо розвитку та миру

### Іменини
✙ Православні: Методій, Євтихій.
✝  Католицькі:

## Події
- 1327 — італійський поет Франческо Петрарка вперше зустрів свою кохану Лауру. Їй поет присвятив свої сонети.
- 1384 — португальці розбили кастильців у битві при Атолейруші.
- 1453 — почалась облога Константинополя турками-османами під командуванням Мехмеда II.
- 1722 — Петро I увів податок на бороди в розмірі 50 карбованців на рік.
- 1748 — в Італії виявлені руїни Помпеї.
- 1814 — Наполеон зрікся престолу, його було засуджено до заслання на острів Ельба.
- 1818 — у Парижі барон Карл Де Дрез продемонстрував перший двоколісний засіб пересування (прообраз сучасного велосипеда).
- 1869 — запатентовано целулоїд.
- 1893 — в Олімпійському клубі Нового Орлеану штату Луїзіана відбувся найтриваліший в історії — 110 раундів, 7 годин 19 хвилин — боксерський поєдинок в рукавичках за титул Чемпіона Півдня у легкій вазі та гонорар у розмірі 2500 доларів між Енді Боуеном (Andy Bowen) та Джеком Берком (Jack Burke).
- 1896 — в Афінах почалися перші сучасні Олімпійські ігри — традиційні для античної Греції змагання, заборонені півтори тисячі років перед тим римським імператором Феодосієм I і відроджені завдяки ініціативі барона П'єра де Кубертена. Перші Олімпійські ігри сучасності за участю спортсменів з 13 країн відкрив грецький король Георг I у присутності 60 тисяч глядачів.
- 1909 — Роберт Пірі та Метью Генсон[en] першими у світі досягли Північного полюса.
- 1917 — початок роботи Всеукраїнського Національного конгресу.
- 1917 — Конгрес США оголосив війну Німеччині.
- 1919 — в Одесу ввійшов отаман Григор'єв.
- 1920 — більшовики у вигляді буферної зони між РФСРР та Японією створили маріонеткову Далекосхідну республіку.
- 1941 — німецько-італійські війська почали воєнні дії проти Королівства Югославія (операція «Ауфмарш 25»). Того ж дня частини вермахту перейшли кордони Греції (операція «Маріта»), яка від осені 1940 року відбивала італійську агресію.
- 1943 — унаслідок бунту української поліції в Ковелі було вбито 18 німецьких солдатів та звільнено людей з в'язниці та табору примусової праці.
- 1945 — Різанина в Горайці, винищення українського населення села Гораєць, скоєне підрозділами Другого Окремого Операційного батальйону Корпусу Внутрішньої Безпеки Польщі.
- 1945 — Народно-визвольна армія Югославії звільнила Сараєво.
- 1946 — частина Східної Пруссії як Калінінградська область увійшла до складу СРСР. Територію Східної Пруссії згідно з Потсдамською угодою поділили Радянський Союз і Польська Народна Республіка.
- 1950 — секретною постановою Ради Міністрів СРСР спецпоселенці стали вважатися засланими навічно.
- 1968 — групу Pink Floyd покинув засновник та ідейний натхненник Сід Барретт.
- 1970 — під час п'ятого турне по США музиканти Led Zeppelin стали почесними громадянами міста Мемфіс.
- 1992 — атакою на Сараєво почалася Боснійська війна.
- 1992 — міністри закордонних справ Росії, України, Румунії, Молдови прийняли спільну декларацію про припинення вогню в Наддністрянщині.
- 1992 — Майкрософт представила операційну систему Windows 3.1.
- 1993 — почала торги Празька фондова біржа.
- 1994 — початок геноциду в Руанді, після того як екстремісти збили літак, на борту якого перебували президенти Руанди Жувеналь Габ'ярімана і Бурунді Сіпрієн Нтар'яміра.
- 2005 — президентом Іраку став Джалаль Талабані.
- 2008 — унаслідок невдоволення низьким рівнем життя в Єгипті почався загальний страйк.
- 2009 — о 03:32 в Італії (провінція Абруццо) стався землетрус магнітудою від 5,8 до 6,3.
- 2010 — масовими заворушеннями в Киргизстані почалася революція.
- 2012 — Азавад проголосив незалежність від Малі.
- 2014 — вбивство росіянами Станіслава Карачевського, друга жертва російських окупантів серед військовослужбовців ЗСУ в Криму.
- 2014 — проросійські сепаратисти захопили будівлю Донецької ОДА.
- 2014 — у Панамі запрацював метрополітен.
- 2016 — Нідерланди на консультативному референдумі відкинули асоціацію України і ЄС.

## Народились
Дивись також Категорія:Народились 6 квітня
- 1483 — Рафаель Санті, італійський живописець, графік, скульптор і архітектор епохи Відродження.
- 1671 — Жан-Батист Руссо, французький поет-сатирик, автор епіграм.
- 1810 — Філіп Генрі Госсе, англійський натураліст, винахідник акваріума.
- 1812 — Олександр Герцен, російський письменник, публіцист, філософ, громадський діяч (помер 1870).
- 1826 — Гюстав Моро, французький художник-символіст.
- 1836 — Микола Скліфосовський, український і російський хірург, який упровадив у Російській імперії принципи асептики й антисептики (†1904).
- 1849 — Джон Вільям Вотергаус, англійський художник, творчість якого відносять до пізньої стадії прерафаелітизму.
- 1880 — Олександр Орлов, український і радянський астроном, академік, засновник Полтавської гравіметричної обсерваторії, будівничий і перший директор Головної астрономічної обсерваторії НАНУ.
- 1890 — Антон Фоккер, голландський авіаконструктор, творець німецьких бойових літаків.
- 1920 — Едмонд Фішер, швейцарський американський біохімік, лавреат Нобелівської премії з фізіології або медицини.
- 1927 — Джеррі Малліган, американський джазовий саксофоніст.
- 1928 — Джеймс Ватсон, американський молекулярний біолог, лавреат Нобелівської премії з фізіології або медицини.
- 1941 — Степан Кривенький, український поет, автор пісні «Волинь моя».
- 1942 — Баррі Левінсон, американський сценарист і режисер, зняв фільми «Людина дощу» та «Добрий ранок, В'єтнам».
- 1945 — Боб Марлі, ямайський музикант, який популяризував музику реґі. 6 квітня — паспортна дата. Святкують же його день народження 6 лютого.
- 1952 — Удо Діркшнайдер, німецький рок-музикант, вокаліст, один із засновників легендарного хеві-метал-гурту Accept. Після відходу з Accept у 1987 році сформував власний колектив U.D.O.
- 1964 — Девід Вудард, американський письменник та диригент.
- 1965 — Едуард Драч, український бандурист, поет, бард, лавреат фестивалю «Червона Рута-1989».
- 1968 — Іван Гецко, український футболіст.
- 1970 — Ірина Білик, українська співачка та композиторка.
- 1973 — Олександр «Фоззі» Сидоренко, MC і DJ української альтернативно-реперської формації «Танок на Майдані Конґо».
- 1974 — Лі Бардуго, американська письменниця.
- 1975 — Гел Гілл, американський хокеїст.

## Померли
Дивись також Категорія:Померли 6 квітня
- 1199 — Річард I Левове Серце, англійський король — у Франції від випадкової стріли загинув .
- 1520 — Рафаель Санті, італійський живописець, графік, скульптор і архітектор епохи Відродження
- 1528 — Альбрехт Дюрер, німецький художник доби Відродження, математик і теоретик мистецтва.
- 1829 — Нільс Генрік Абель, норвезький математик.
- 1971 — Ігор Стравинський, композитор і диригент українського походження
- 1992 — Айзек Азімов, американський письменник, професор біохімії Бостонського університету, один з найвідоміших майстрів наукової фантастики.
- 1994 — Жувеналь Габ'ярімана, президент Руанди, та Сіпрієн Нтар'яміра, президент Бурунді, загинули в авіакатастрофі.
- 2012 — Томас Кінкейд, американський художник.
- 2014 — Міккі Руні, американський актор. Двічі володар премії «Оскар». Внесений до книги рекордів Гінесса.
- 2022 — Владімір Жиріновський, російський політик.